# Bridport, Tasmanien
Bridport är en ort i Australien. Den ligger i kommunen Dorset och delstaten Tasmanien, i den sydöstra delen av landet, omkring 210 kilometer norr om delstatshuvudstaden Hobart.
Runt Bridport är det mycket glesbefolkat, med 2 invånare per kvadratkilometer.. Bridport är det största samhället i trakten. 
Trakten runt Bridport består till största delen av jordbruksmark. Genomsnittlig årsnederbörd är 1 078 millimeter. Den regnigaste månaden är augusti, med i genomsnitt 150 mm nederbörd, och den torraste är januari, med 35 mm nederbörd.